# انجمن مدیریت بخش عمومی آمریکا
جامعهٔ آمریکایی برای مدیریت عمومی (انگلیسی: American Society for Public Administration ASPA)، انجمنی حرفه‌ای با حدود ۱۰٬۰۰۰ عضو در ایالات متحده است که به حمایت از کنفرانس‌ها و ارائه خدمات حرفه‌ای در راستای انجام مطالعات پیرامون اجرای سیاست حکومتی، مدیریت عمومی، و در حد کمتر، برنامه‌های جامعهٔ شهروندی می‌پردازد. کنفرانس سالانهٔ این انجمن، رویدادی مهم برای علاقه‌مندان به موضوعات بروکراسی، مدیریت شهری، ارزیابی برنامه، مدیریت عمومی و سایر مباحث مدیریت عمومی از قبیل بودجه‌ریزی و نظریۀ بودجه، برنامه‌ریزی استراتژیک دولت، تجزیه و تحلیل سیاسی، مدیریت پیمان، مدیریت کارکنان، و مباحث دیگر در این راستا محسوب می‌شود.
این انجمن در ۱۹۳۹ و در ارتباط با مدیریت دولت مرکزی و گزارش کمیتۀ براون‌لو تأسیس شد. جامعهٔ آمریکایی برای مدیریت عمومی حامی نشریهٔ بررسی مدیریت عمومی، نشریهٔ مدیریت خدمات سلامت و انسانی، بودجه‌ریزی و مالی عمومی، و سایر نشریه‌های بین‌المللی است که به بیش از ۳۰ حوزه می‌رسد (مانند حوزهٔ اجرا و مدیریت عمومی، حوزهٔ زنان در مدیریت عمومی، حوزهٔ مدیریت محیط زیست و منابع طبیعی، حوزهٔ مدیریت و اجرای دولتی).